# Lethe stenopa
Lethe stenopa är en fjärilsart som beskrevs av Hans Fruhstorfer 1908. Lethe stenopa ingår i släktet Lethe och familjen praktfjärilar. Inga underarter finns listade i Catalogue of Life.